# 赴美生子
赴美生子，即为孩子获得美国公民身份而赴美进行生育旅行。根据美国宪法第十四修正案规定，“凡在美国出生或归化美国的人，均为合众国和他们所居住州的公民。”赴美生子在二十世纪下半叶兴起于台湾、香港等地。进入二十一世纪后，随着美国对中国大陆居民旅游签证的放开，中国大陆居民经济能力的提升和对美国的崇拜和向往，赴美生子在中国大陆迅速火爆。2025年1月20日，唐納·川普于其第二次总统任期首日签署了《保护美国公民身份的意义和价值》，试图以行政命令终结无条件的美国出生公民权，不过这项命令正受多方法律挑战。

## 客观因素
1. 在八十年代至2016年之前，由于中国大陆政府对生育的限制，[3]大多数想生二胎的居民需缴纳数万人民币以上的社会抚养费，许多人选择了将这笔钱投资到赴美生子[4]。
2. 很多生头胎的父母希望子女获得更多的机会和更好的环境[5]。多数中国大陆居民相信美国能提供更好的生活和工作环境，面对国内的社会环境和竞争压力，许多父母决定“拉子女一把”[來源請求]。
3. 长远来说，赴美生子是移民美国相对廉价和容易的方式。比留学工作后移民更容易，比投资移民更廉价。因為21岁以后美国宝宝的父母可以依亲移民，并且无需排队，而投资移民等方式都需要排队。

## 现状
赴美生子大多通过中介机构（中国大陆和美国均有），目的地有加州洛杉矶、纽约、塞班岛等地。其中以洛杉矶为赴美生子最重要目的地城市，原因在于洛杉矶目前有上百家月子中心，医院、办证黄牛都成一条龙，孕妇集中在罗兰岗、钻石吧、核桃市、尔湾等地。
洛杉矶成为华人孕妇集中地原因是，当地的白人医院看到华人孕妇人数众多、付钱都是现金是笔可观的收入，纷纷对华人孕妇给予2000-4000美金非常低廉的生产费用，而当地白人孕妇生产费用仍然需要2-3万美金，不过费用全部由医疗保险支付。
洛杉矶众多的华人和华人超市的聚集让华人孕妇如处国内，另外围绕赴美生子形成的月子中心、办证黄牛也给孕妇带来相当的便利。

## 社会舆论
美国社会方面，2011年於美国时代杂志等主流媒体曾讨论此问题，许多人呼吁修改宪法第十四修正案，但政府认为，赴美旅游产子不违法，只是钻了法律的空子。众多成功赴美生子的孕妇都反映只需说明生产过程全部自费，并不占用美国福利，并诚实坦白自己的行程目的，美国海关边防都给予顺利放行。中国社会方面，民众多数持中立态度，政府也表示不违法，也不违反计划生育政策。
美国社会方面对于美国生子的态度是保持不支持，不反对，凡属于法律方面没有禁止的都属于合法。但是有人认为赴美生子者不应试图占用美国的福利。
據台湾的中央通讯社報道，從事移民代辦行業的人士認爲，中国内地赴美生子盛行，反映了中产阶级家长自己可以省吃俭用忍受高房价、空气污染和有毒食品，但希望下一代可以过得比自己好。